# Miechunka peruwiańska
Miechunka peruwiańska (Physalis peruviana L.) – gatunek byliny z rodziny psiankowatych. Pochodzi z Ameryki Południowej (Boliwia, Peru, Kolumbia i Ekwador), ale rozprzestrzenił się w wielu innych regionach świata: Australia i Nowa Zelandia, Wyspy Brytyjskie, Hawaje, Karaiby, Wyspy Galapagos, a także w wielu regionach Afryki, Azji i Polinezji. W Polsce jest czasami uprawiany.
Inne nazwy: rodzynek brazylijski, jagoda inkaska, jagoda peruwiańska, wenezuelskie topo-tono, miechunka jadalna, wiśnia peruwiańska.

## Morfologia

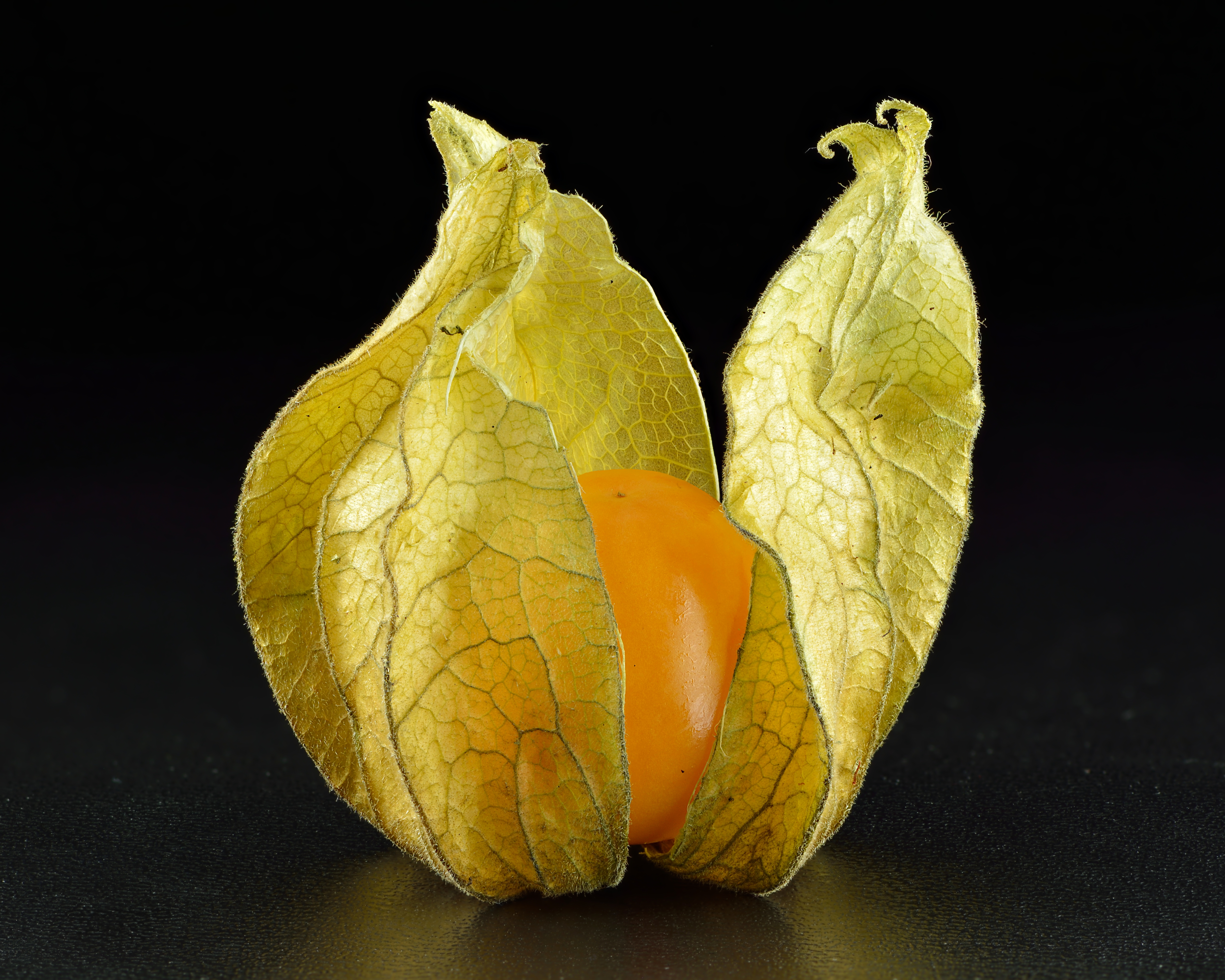
Owoc miechunki peruwiańskiej

PokrójRoślina owłosiona, silnie rozgałęziona o wzroście sympodialnym. Osiąga w swoim naturalnym środowisku do 1,2 m wysokości.
ŁodygaPłożąca, silnie owłosiona.
LiścieSercowate i nieco filcowate.
KwiatyWyrastają pojedynczo na zwisających szypułkach. Są obupłciowe, samopłodne. Mają charakterystyczny, rozdęty podczas kwitnienia kielich. Korona kwiatów żółta, 5-łatkowa, dołem pokryta ciemnymi plamkami.
OwoceOkrągła i pachnąca jagoda. Owoce osiągają masę 4–5 g i są zamknięte w zrośniętych działkach kielicha.

## Zastosowanie
- Roślina uprawna. Na obszarze swojego naturalnego występowania jest uprawiana.
- Sztuka kulinarna. Owoc spożywany może być na surowo, bez  niejadalnej otoczki, zasuszony lub duszony w słodkim sosie. Ma słodko-kwaśny smak, przypominający pomidora i ananasa z nutą cytryny.
  - Wartości odżywcze: 9% glukozy (jest słodki), dość dużo jak na rodzinę psiankowatych witaminy C (ok. 11mg/100g).
- Roślina ozdobna. W Polsce ze względu na warunki klimatyczne uprawia się ją, jako roślinę jednoroczną. Jest uprawiana z rozsady.